# A múlt születése
A múlt születése a Helikon Könyvkiadó történelmi, régészeti tárgyú könyvsorozata, mely 1983–1990 között 20 kötetben jelent meg. A kötetek egységes kivitelben, 28x22 cm méretben, keménytáblával, borítóval jelentek meg. Képanyaguk gazdag és színes, a könnyű tájékozódást időrendi táblázat, névmutató és kislexikon is segíti.
A sorozat eredeti köteteit (The Making of the Past címmel) az Elsevier Publishing Project adta ki, a szerkesztőbizottság elnöke John Boardman, az Oxfordi Egyetem tanára volt.

## A sorozat kötetei
| Sorszám | Szerző                                                   | Cím                       | Fordító            | Oldalszám | A kiadás éve |
| ------- | -------------------------------------------------------- | ------------------------- | ------------------ | --------- | ------------ |
| 1.      | Oates, David, Oates, Joan                                | A civilizáció hajnala     | Puskás Ildikó      | 149       | 1983         |
| 2.      | Rawson, Philipp                                          | Az indiai civilizáció     | Gáthy Vera         | 158       | 1983         |
| 3.      | Moorey, Peter Roger Stuart                               | Bibliai tájak             | Rakovszky Zsuzsa   | 162       | 1984         |
| 4.      | Johnston, Alan                                           | Az archaikus Görögország  | Rényi Zsuzsanna    | 157       | 1984         |
| 5.      | Vickers, Michael                                         | A római világ             | Borbás Mária       | 154       | 1985         |
| 6.      | Postgate, Nicholas                                       | Az első birodalmak        | Háklár Noémi       | 157       | 1985         |
| 7.      | Dixon, Philip                                            | Britek, frankok, vikingek | Szilágyi Tibor     | 163       | 1985         |
| 8.      | Ling, Roger                                              | A klasszikus görög világ  | Zsolt Angéla       | 154       | 1986         |
| 9.      | Harding, Derek William                                   | Az őskori Európa          | Makkay János       | 171       | 1986         |
| 10.     | David, Rosalie Ann                                       | Az egyiptomi birodalmak   | Pálvölgyi Endre    | 154       | 1986         |
| 11.     | Reich, John                                              | Az ősi Itália             | Gáthy Vera         | 139       | 1987         |
| 12.     | Rogers, Michael                                          | A hódító iszlám           | Pálvölgyi Endre    | 169       | 1987         |
| 13.     | Kidder, Edward                                           | Az ősi Japán              | Gy. Horváth László | 156       | 1987         |
| 14.     | Garlake, Peter                                           | Afrikai királyságok       | Ecsedy Csaba       | 157       | 1987         |
| 15.     | Waechter, John                                           | Az ember őstörténete      | Makkay János       | 160       | 1988         |
| 16.     | Hermann, Georgina                                        | Perzsa reneszánsz         | Fridli Judit       | 157       | 1988         |
| 17.     | Warrebm Peter                                            | Az égei civilizáció       | Zsolt Angéla       | 157       | 1989         |
| 18.     | FitzGerald, Patrick                                      | Az ősi Kína               | Pálvölgyi Endre    | 158       | 1989         |
| 19.     | Bray, Warwick M. – Swenson, Earl H. – Farrington, Ian S. | Az Újvilág                | Borbás Mária       | 154       | 1989         |
| 20.     | Foss, Clive – Magdalino, Paul                            | Róma és Bizánc            | Zsolt Angéla       | 154       | 1990         |